# Caraíbas
Caraíbas is een gemeente in de Braziliaanse deelstaat Bahia. De gemeente telt 10.495 inwoners (schatting 2009).

## Aangrenzende gemeenten
De gemeente grenst aan Anagé, Belo Campo, Maetinga en Tremedal.